# Kuragehime
Kuragehime (jap. 海月姫; dosł. „Meduzowa księżniczka”) – manga autorstwa Akiko Higashimury, publikowana na łamach magazynu „Kiss” wydawnictwa Kōdansha od października 2008 do sierpnia 2017.
Na podstawie mangi studio Brain’s Base stworzyło serial anime, który emitowano od października do grudnia 2010. Na podstawie serii powstał również film live action, który miał swoją premierę w grudniu 2014, a także TV drama, którą emitowano od stycznia do marca 2018.

## Fabuła
Tsukimi, wielka miłośniczka meduz, mieszka wraz z czterema koleżankami w apartamencie jedynie dla dziewcząt (wstęp przedstawicielom płci męskiej jest surowo zabroniony i z tego powodu dziewczyny nazywają siebie „Zakonnicami”). Podczas jednej z wizyt w sklepie zoologicznym zauważa, że w akwarium z jej ulubioną meduzą, Clarą, jest jeszcze jedna, która zagraża jej ulubienicy. Tsukimi próbuje uratować meduzę ośmiornicowatą, lecz sprzedawca (hipster) nie chce przenieść meduzy księżycowatej. Z pomocą przychodzi piękna dziewczyna, dzięki której Tsukimi zabiera meduzę do domu. Nieznajoma wprasza się do mieszkania dziewczyny i postanawia przenocować. Następnego dnia okazuje się, że wybawicielka Clary tak naprawdę jest przebranym chłopakiem.

## Bohaterowie
- Tsukimi Kurashita (jap. 倉下 月海 Kurashita Tsukimi)

Seiyū: Kana Hanazawa 
- Kuranosuke Koibuchi (jap. 鯉淵 蔵之介 Koibuchi Kuranosuke)

Seiyū: Mitsuki Saiga 
- Chieko (jap. 千絵子)

Seiyū: Kimiko Saitō 
- Mayaya (jap. まやや)

Seiyū: Akemi Okamura 
- Banba (jap. ばんば)

Seiyū: Motoko Kumai 
- Jiji (jap. ジジ)

Seiyū: Mamiko Noto 
- Shū Koibuchi (jap. 鯉淵 修 Koibuchi Shū)

Seiyū: Jun’ichi Suwabe 
- Shōko Inari (jap. 稲荷 翔子 Inari Shōko)

Seiyū: Junko Kitanishi 
- Juon Mejiro (jap. 目白 樹音 Mejiro Juon)

Seiyū: Kenichi Takitō 
- Yoshio Hanamori (jap. 花森 よしお Hanamori Yoshio)

Seiyū: Takehito Koyasu 
- Lina (jap. リナ Rina)

Seiyū: Seiko Yoshida 
- Clara (jap. クララ Kurara)

Seiyū: Sumire Morohoshi 

## Manga
Seria ukazywała się w magazynie „Kiss” od 25 października 2008 do 25 sierpnia 2017. Wydawnictwo Kōdansha zebrało jej rozdziały w 17 tankōbonach, wydawanych od 13 marca 2009 do 13 listopada 2017.
| Nr | Data wydania (język japoński) | ISBN (język japoński)  |
| -- | ----------------------------- | ---------------------- |
| 1  | 13 marca 2009                 | ISBN 978-4-06-340744-0 |
| 2  | 13 lipca 2009                 | ISBN 978-4-06-340762-4 |
| 3  | 13 listopada 2009             | ISBN 978-4-06-340775-4 |
| 4  | 12 marca 2010                 | ISBN 978-4-06-340790-7 |
| 5  | 10 sierpnia 2010              | ISBN 978-4-06-340812-6 |
| 6  | 26 listopada 2010             | ISBN 978-4-06-340824-9 |
| 7  | 13 kwietnia 2011              | ISBN 978-4-06-340841-6 |
| 8  | 13 września 2011              | ISBN 978-4-06-340855-3 |
| 9  | 13 marca 2012                 | ISBN 978-4-06-340874-4 |
| 10 | 13 września 2012              | ISBN 978-4-06-340887-4 |
| 11 | 13 marca 2013                 | ISBN 978-4-06-340903-1 |
| 12 | 12 lipca 2013                 | ISBN 978-4-06-340912-3 |
| 13 | 13 grudnia 2013               | ISBN 978-4-06-340921-5 |
| 14 | 12 września 2014              | ISBN 978-4-06-340934-5 |
| 15 | 13 stycznia 2015              | ISBN 978-4-06-340941-3 |
| 16 | 13 maja 2016                  | ISBN 978-4-06-340987-1 |
| 17 | 13 listopada 2017             | ISBN 978-4-06-510452-1 |

## Anime
Na podstawie mangi studio Brain’s Base wyprodukowało 11-odcinkowy telewizyjny serial anime, który emitowano od 15 października do 31 grudnia 2010 na antenie Fuji TV w bloku Noitamina. Za reżyserię odpowiadał Takahiro Ōmori, scenariusz napisał Jukki Hanada, postacie zaprojektował Kenji Hayama, a muzykę skomponował Makoto Yoshimori. Motywem otwierającym jest „Koko dake no hanashi” (jap. ここだけの話) autorstwa Chatmonchy, a końcowym „Kimi no kirei ni kizuite okure” (jap. きみのきれいに気づいておくれ) w wykonaniu zespołu Sambomaster.

## Film live action
Adaptacja w formie filmu live action miała swoją premierę w japońskich kinach 27 grudnia 2014. Film wyprodukowało studio Asmik Ace Entertainment, za reżyserię odpowiadał Taisuke Kawamura, a za scenariusz Toshiya Ōno.

## TV drama
Od 15 stycznia do 19 marca 2018 na antenie Fuji TV emitowano 10-odcinkową TV dramę w oparciu o mangę. Serial został wyreżyserowany przez Jun’ichiego Ishikawę na podstawie scenariusza Yūichiego Tokunagi.

## Nagrody
W 2010 roku seria zdobyła nagrodę Kodansha Manga w kategorii shōjo. W tym samym roku manga była również nominowana do nagrody Manga Taishō.